# Stadio di baseball di Serravalle
Lo stadio di baseball di Serravalle è il principale impianto per il baseball nella Repubblica di San Marino.
Situato nel castello di Serravalle, in via Costa del Bello, in prossimità del Multieventi Sport Domus e dello Stadio Olimpico, ospita le partite interne del San Marino Baseball Club, militante nella Serie A italiana.

## Storia
Lo stadio, costruito nel 1986, disponeva di una tribuna metallica avente una capienza di 1500 persone.
In occasione del mondiale è stato ristrutturato, è stata costruita una tribuna in cemento contenente 1.500 persone e una torre che funge da tribuna stampa. È presente anche una tribuna in lamiera, più piccola rispetto a quella in cemento.
Inoltre è presente una collina che, in caso di tutto esaurito, all'occorrenza può ospitare tifosi sull'erba.
Ha ospitato le partite interne della compagine sammarinese nelle finali di campionato del 2005, 2008 e 2009, la Coppa Europa nel 1996, 2000, 2004 e 2007 e due incontri del Campionato mondiale di baseball del 2009, precisamente Giappone-Taiwan 1-3 e Messico-Antille Olandesi 9-8.